# Gervinho
Yao Kouassi Gervais (Anyama, 27 mei 1987) - alias Gervinho - is een Ivoriaanse voetballer die doorgaans als aanvaller speelt. Hij verruilde Parma in 2021 voor Trabzonspor. Gervinho debuteerde in 2007 in het Ivoriaans voetbalelftal.

## Carrière
Aanvaller Gervinho werd in 2005 als laatste Ivoriaan door Jean-Marc Guillou naar KSK Beveren gehaald. Daar dwong hij onmiddellijk een basisplaats af. In 2006 kon Gervinho naar FC Utrecht, maar hij koos ervoor om in België te blijven. Na het seizoen 2006-2007 degradeerde Beveren naar tweede klasse en liet de club Gervinho vrij te vertrekken.
Samen met Mekeme Tamla Ladji en Sekou Ouattara vertrok hij richting Le Mans. Die laatste twee werden wel nog een seizoen uitgeleend aan KSK Beveren. Bij Le Mans zag Gervinho ex-ploegmaat Christian N'Dri Romaric terug.
Op 29 juli 2009 tekende hij een driejarig contract bij Lille OSC. In zijn eerste seizoen scoorde hij twaalf doelpunten in 32 wedstrijden. In zijn tweede seizoen scoorde hij vijftien competitiedoelpunten en werd hij met zijn ploeg landskampioen.
Op 12 juli 2011 tekende Gervinho bij Arsenal FC. Hij kreeg het rugnummer 27, dat voorheen aan zijn landgenoot Emmanuel Eboué toebehoorde. Bij zijn debuut tegen Newcastle United werd hij van het veld gestuurd nadat hij Joey Barton sloeg. In zijn eerste seizoen scoorde hij vier doelpunten in 28 competitiewedstrijden.

## Clubstatistieken
| Seizoen | Club                | Competitie     | Duels | Doelp. |
| ------- | ------------------- | -------------- | ----- | ------ |
| 2005/06 | KSK Beveren         | Eerste klasse  | 32    | 6      |
| 2006/07 | KSK Beveren         | Eerste klasse  | 29    | 8      |
| 2007/08 | Le Mans             | Ligue 1        | 26    | 2      |
| 2008/09 | Le Mans             | Ligue 1        | 33    | 6      |
| 2009/10 | Lille               | Ligue 1        | 32    | 13     |
| 2010/11 | Lille               | Ligue 1        | 35    | 15     |
| 2011/12 | Arsenal             | Premier League | 28    | 4      |
| 2012/13 | Arsenal             | Premier League | 18    | 5      |
| 2013/14 | AS Roma             | Serie A        | 33    | 9      |
| 2014/15 | AS Roma             | Serie A        | 24    | 2      |
| 2015/16 | AS Roma             | Serie A        | 14    | 6      |
| 2016    | Hebei China Fortune | Super League   | 18    | 3      |
| 2017    | Hebei China Fortune | Super League   | 4     | 1      |
| 2018    | Hebei China Fortune | Super League   | 7     | 0      |
| 2018/19 | Parma               | Serie A        | 30    | 11     |
| 2019/20 | Parma               | Serie A        | 31    | 7      |
| 2020/21 | Parma               | Serie A        | 27    | 5      |
| Totaal  | Totaal              | Totaal         | 421   | 103    |

## Erelijst
| Competitie       |        |         |       |       |
| Competitie       | Aantal | Jaren   |       |       |
| Lille            | Lille  | Lille   | Lille | Lille |
| ---------------- | ------ | ------- | ----- | ----- |
| Kampioen Ligue 1 | 1x     | 2010/11 |       |       |
| Coupe de France  | 1x     | 2010/11 |       |       |
| Ivoorkust        |        |         |       |       |
| Afrika Cup       | 1x     | 2015    |       |       |